# Absolicon Solar Concentrator
Absolicon Solar Concentrator AB är ett svenskt företag i Härnösand och grundades av entreprenören Joakim Byström .
Absolicon (som år 2008 bytte namn från Arontis Solar Concentrator AB) bedriver utveckling och försäljning av en solfångare som genererar både el och värme. Företaget har bland annat installerat världens första anläggning som ger el, värme och kyla med koncentrerande solcellsteknik på sjukhuset i Härnösand.
Arbetet har finansiellt stöd från Energimyndigheten och privata finansiärer och har erhållit flera utmärkelser som Sustainable Stockholm Award och VinnNu. Företaget har varit nominerat till Globe Award och är utvalt av WWF som ett av 12 svenska företag i kampanjen Climate Solver. I november 2009 nominerades företagets grundare Joakim Byström till Årets Gröna Kapitalist av tidningen Veckans affärer . 
Bolaget gick i konkurs 2013, men startades om med nya solfångarbeställningar och drivs nu vidare som Absolicon Solar Collector AB med Joakim Byström som vd och huvudägare.  
Under 2016 noterades bolaget på Spotlight Stockmarket. När Absolicons solfångare T160 testades på det schweiziska institutet SPF uppmättes världens högsta optiska verkningsgrad för små paraboliska tråg.. En robotiserad produktionslina för T160 har sålts till ett företag i Sichuanprovinsen i Kina.